# العلاقات الكاميرونية الميكرونيسية
العلاقات الكاميرونية الميكرونيسية هي العلاقات الثنائية التي تجمع بين الكاميرون وولايات ميكرونيسيا المتحدة.

## مقارنة بين البلدين
هذه مقارنة عامة ومرجعية للدولتين:
| وجه المقارنة                                              | الكاميرون                      | ولايات ميكرونيسيا المتحدة |
| --------------------------------------------------------- | ------------------------------ | ------------------------- |
| المساحة (كم2)                                             | 475.44 ألف                     | 702                       |
| عدد السكان (نسمة)                                         | 24.05 مليون                    | 105.54 ألف                |
| الكثافة السكانية (ن./كم²)                                 | 50.58                          | 15.03 ألف                 |
| العاصمة                                                   | ياوندي                         | باليكير                   |
| اللغة الرسمية                                             | لغة فرنسية، لغة إنجليزية       | لغة إنجليزية              |
| العملة                                                    | فرنك وسط أفريقي                | دولار أمريكي              |
| الناتج المحلي الإجمالي (بليون دولار)                      | 34.80 مليار                    | 336.43 مليون              |
| الناتج المحلي الإجمالي (تعادل القوة الشرائية) بليون دولار | 72.72 مليار                    | 365.27 مليون              |
| الناتج المحلي الإجمالي الاسمي للفرد دولار أمريكي          | 1.22 ألف                       | 3.02 ألف                  |
| الناتج المحلي الإجمالي للفرد دولار أمريكي                 | 2.97 ألف                       |                           |
| مؤشر التنمية البشرية                                      | 0.512                          | 0.640                     |
| رمز المكالمات الدولي                                      | +237                           | +691                      |
| رمز الإنترنت                                              | .cm                            | .fm                       |
| المنطقة الزمنية                                           | توقيت غرب أفريقيا، ت ع م+01:00 |                           |

## منظمات دولية مشتركة
يشترك البلدان في عضوية مجموعة من المنظمات الدولية، منها:
| علم المنظمة | اسم المنظمة                                 | تاريخ انضمام الكاميرون | تاريخ انضمام ولايات ميكرونيسيا المتحدة |
| ----------- | ------------------------------------------- | ---------------------- | -------------------------------------- |
|             | مؤسسة التنمية الدولية                       | 10 أبريل 1964          | 24 يونيو 1993                          |
|             | يونسكو                                      | 11 نوفمبر 1960         | 19 أكتوبر 1999                         |
|             | وكالة ضمان الاستثمار متعدد الأطراف          | 7 أكتوبر 1988          | 11 أغسطس 1993                          |
|             | الأمم المتحدة                               | 20 سبتمبر 1960         | 17 سبتمبر 1991                         |
|             | مجموعة دول أفريقيا والكاريبي والمحيط الهادئ | ?                      | ?                                      |
|             | البنك الدولي للإنشاء والتعمير               | 10 يوليو 1963          | 24 يونيو 1993                          |
|             | الاتحاد الدولي للاتصالات                    | 22 ديسمبر 1960         | 18 مارس 1993                           |
|             | منظمة حظر الأسلحة الكيميائية                | ?                      | ?                                      |
|             | مؤسسة التمويل الدولية                       | 1 أكتوبر 1974          | 24 يونيو 1993                          |
|             | المركز الدولي لتسوية المنازعات الاستشارية   | 2 فبراير 1967          | 24 يوليو 1993                          |

## وصلات خارجية
- موقع وزارة الخارجية الكاميرونية